# Acacia oliveri
Acacia oliveri é uma espécie de leguminosa do gênero Acacia, pertencente à família Fabaceae.